# 蛇头荠属
蛇头荠属（学名：Dipoma）是十字花科下的一个属，为多年生草本植物。该属共有蛇头荠（Dipoma ibereum）和西藏蛇头荠（Dipoma tibeticum）两种，分布于中国四川、云南、西藏高山地带。